# Hoofdstad van Nederland

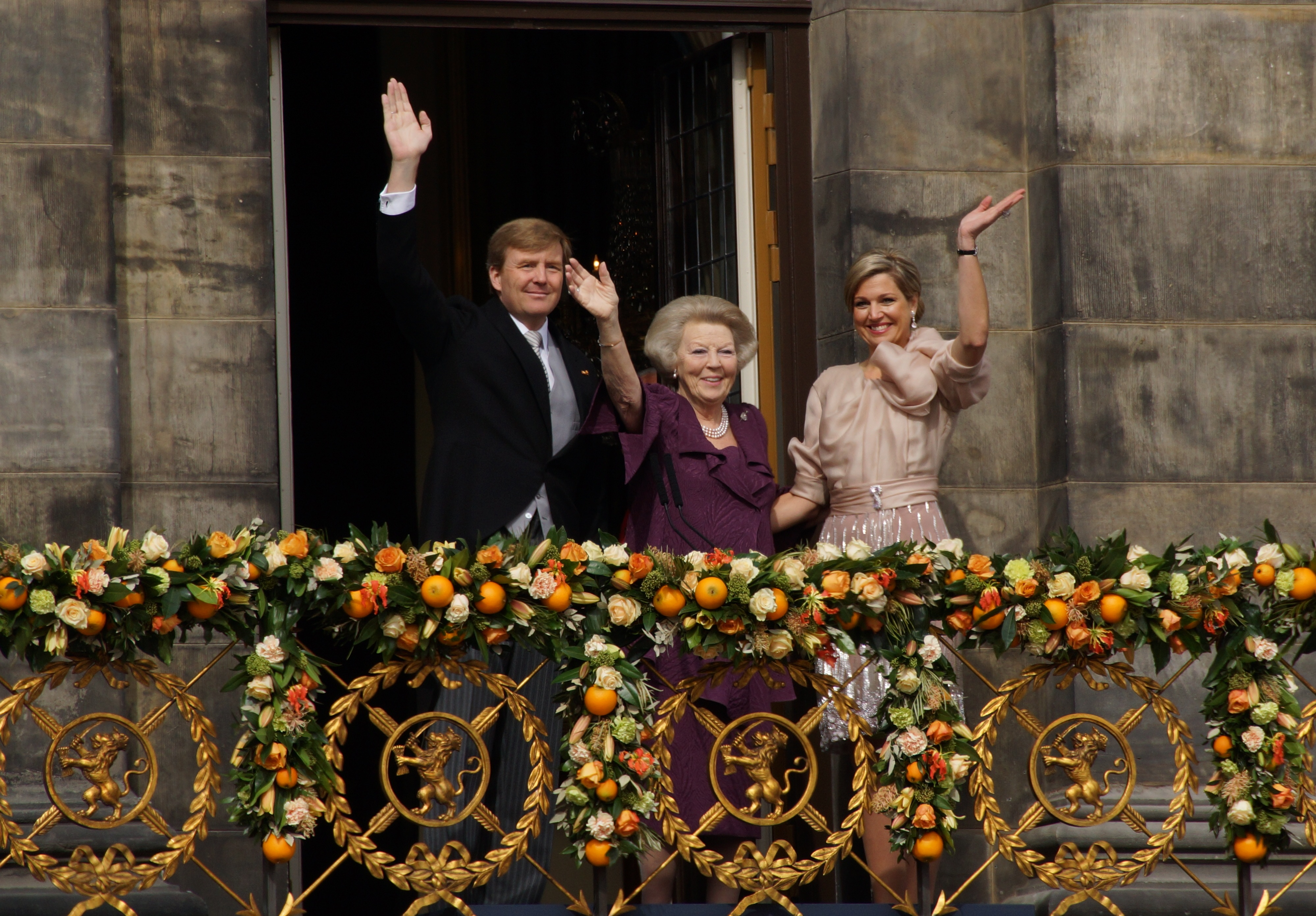
Koning Willem-Alexander, prinses Beatrix en koningin Máxima op de dag van de inhuldiging van Willem-Alexander als koning, op het balkon van het Paleis op de Dam

 De hoofdstad van Nederland is sinds 1808 Amsterdam. Eerder had Nederland geen officiële hoofdstad. Pas in 1983 werd de status van Amsterdam als hoofdstad verankerd in de Grondwet. De hoofdstad van een land is meestal de stad waar het parlement gevestigd is en het staatshoofd woont. Nederland vormt hierop een van de zeldzame uitzonderingen.

## Wettelijke status
Dat Amsterdam de hoofdstad is van Nederland is opgenomen in artikel 32 van de Nederlandse Grondwet. Dit artikel, ingevoerd in 1983, gaat over de inhuldiging van de Koning in de hoofdstad. Een eerdere verwijzing naar Amsterdam als de hoofdstad in de Grondwet dateert uit 1814:  
 Artikel 30 van de Grondwet voor de Verenigde Nederlanden (1814)
De beëediging van den Souvereinen Vorst en de inhuldiging bij de Staten Generaal zullen plaats hebben in de stad Amsterdam, als de hoofdstad.

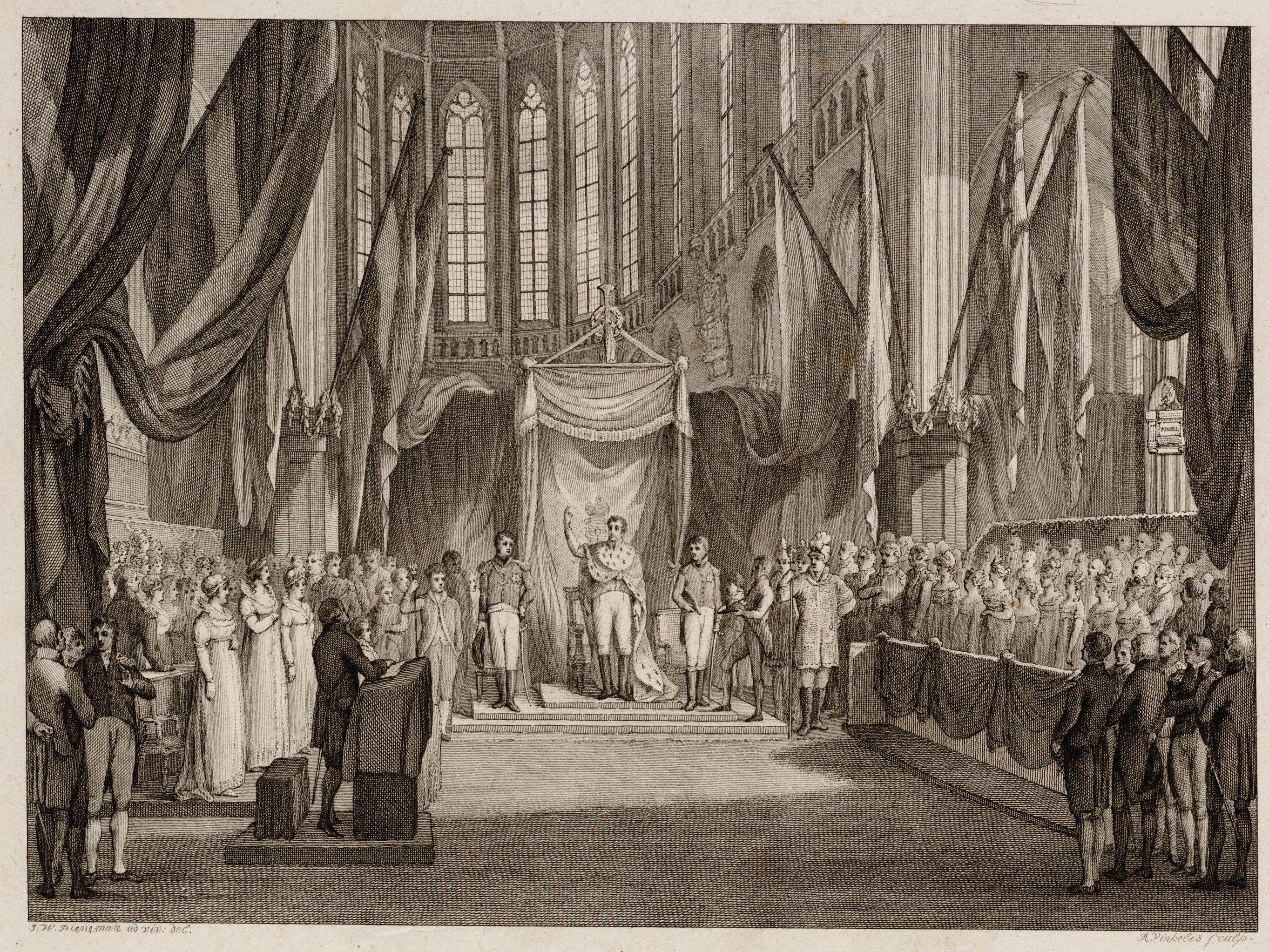
Inhuldiging van Willem I in 1814 in de Nieuwe Kerk van Amsterdam, door Reinier Vinkeles

In 1814 werd voor het eerst een inhuldiging in Amsterdam uitgevoerd, namelijk die van soeverein vorst Willem I. Maar in 1815 was die verwijzing naar Amsterdam als hoofdstad alweer verdwenen:
 Artikel 52 van de Grondwet voor het Koninkrijk der Nederlanden (1815)
De Koning wordt bij het aanvaarden der Regering plegtiglijk beëedigd en ingehuldigd, in eene openbare en vereenigde zitting der beide kamers van de Staten-Generaal, welke te dien einde onder den blooten Hemel gehouden wordt; in tijden van vrede heeft deze plegtigheid plaats beurtelings te Amsterdam en in eene der steden van de zuidelijke Provinciën, ter keuze des Konings.
De reden voor deze wijziging was dat de Zuidelijke Nederlanden bij het Verenigd Koninkrijk der Nederlanden werd gevoegd. Men wilde de inwoners daar niet voor het hoofd stoten door Amsterdam als hoofdstad te handhaven. Ook in de daaropvolgende grondwetswijzigingen bleef de status van Amsterdam als hoofdstad onduidelijk:
 Artikel 50 van de Grondwet voor het Koninkrijk der Nederlanden (1848)
De Koning, de regering aanvaard hebbende, wordt zoodra mogelijk plegtig beëedigd en ingehuldigd binnen de stad Amsterdam, in eene openbare en vereenigde zitting der beide Kamers van de Staten-Generaal.
 Artikel 50 van de Grondwet voor het Koninkrijk der Nederlanden (1887)
De Koning, de regeering aanvaard hebbende, wordt zoodra mogelijk plechtig beëedigd en ingehuldigd binnen de stad Amsterdam, in eene openbare en vereenigde vergadering der Staten-Generaal.
Dat bleef zo tot de grondwetswijziging van 1983, toen de formele status van Amsterdam werd hersteld. 
 Artikel 32 van de Grondwet voor het Koninkrijk der Nederlanden (1983)
Nadat de Koning de uitoefening van het koninklijk gezag heeft aangevangen, wordt hij zodra mogelijk beëdigd en ingehuldigd in de hoofdstad Amsterdam in een openbare verenigde vergadering van de Staten-Generaal. Hij zweert of belooft trouw aan de Grondwet en een getrouwe vervulling van zijn ambt. De wet stelt nadere regels vast.

## Achtergrond
In veel landen wordt de plaats van regeringszetel en de plaats waar het parlement gevestigd is als hoofdstad gezien, maar dit behoeft niet in altijd zo te zijn. Niemand heeft ooit Versailles de hoofdstad van Frankrijk genoemd of Potsdam de hoofdstad van Pruisen, hoewel de regering daar destijds was gevestigd. Wetten die een bepaalde stad als hoofdstad aanwijzen, zoals de Nederlandse Grondwet, zijn zeldzaam, zeker in de oude historische staten van Europa.
In Nederland is Den Haag nooit als de hoofdstad aangeduid. De plaats is wel eeuwenlang, sinds de 14e eeuw, een bestuurscentrum en later ook de vergaderplaats van de Staten van Holland en de Staten-Generaal. De keus viel ooit op Den Haag als regeringszetel juist vanwege de politieke onbeduidendheid, zoals het feit dat Den Haag geen stadsrechten had en geen invloed had over het Binnenhof.
Dat Den Haag regeringszetel was, was ook nog het geval tijdens de Bataafsche republiek, toen Nederland een vazalstaat van Frankrijk was. In de periode dat Lodewijk Napoleon over Nederland heerste werd het anders. Sinds ca. 1550 was Amsterdam de grootste stad van Nederland.

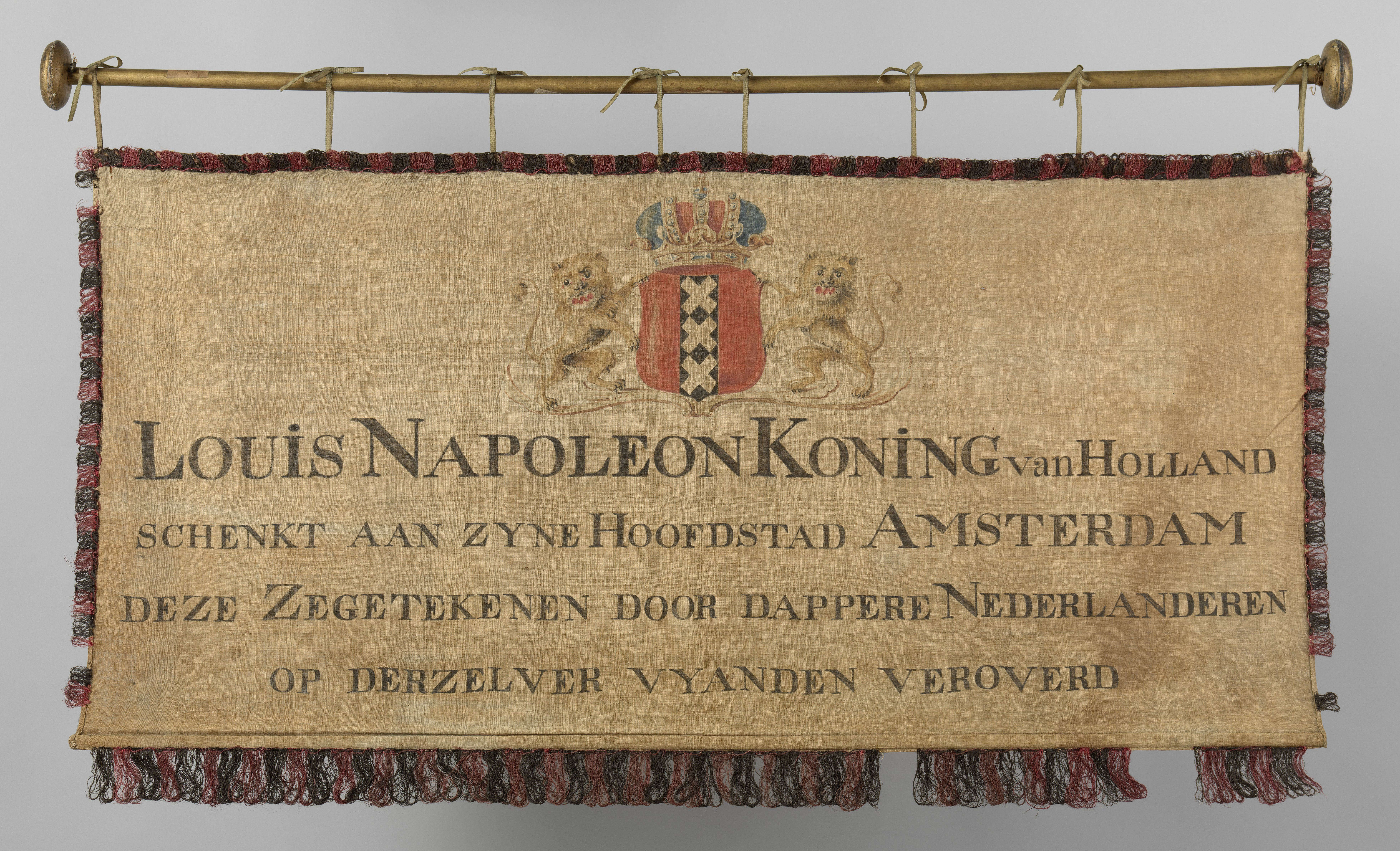
LOUIS NAPOLEON KONING VAN HOLLAND SCHENKT AAN ZYNE HOOFDSTAD AMSTERDAM DEZE ZEGETEKENEN DOOR DAPPERE NEDERLANDEREN OP DERZELVER VYANDEN VEROVERD.

Tijdens onderhandelingen in mei 1806 over de vestiging van een monarchie in Nederland wilde keizer Napoleon Bonaparte al dat er een paleis voor de nieuwe koning gebouwd zou worden in Amsterdam. De Hollanders vonden dat echter te duur. Op 23 juni 1806 noemde koning Lodewijk Napoleon, bij zijn intrede in Den Haag, Amsterdam als hoofdstad. Dit werd vastgelegd in een koninklijk besluit van 7 juli 1806. Hij gaf in dat besluit ook opdracht de vaandels van de Republiek naar Amsterdam over te brengen. Vaandels die later werden opgenomen in de collectie van het Legermuseum in Delft.
Twee jaar daarna verplaatste hij ook zijn residentie naar Amsterdam, waarvoor bestaande gebouwen werden gebruikt. Op de Nieuwezijds Voorburgwal zat de Staatsraad en de Staatssecretarie en op de Oude Turfmarkt de Generale Directie van de Publieke Schatkist.

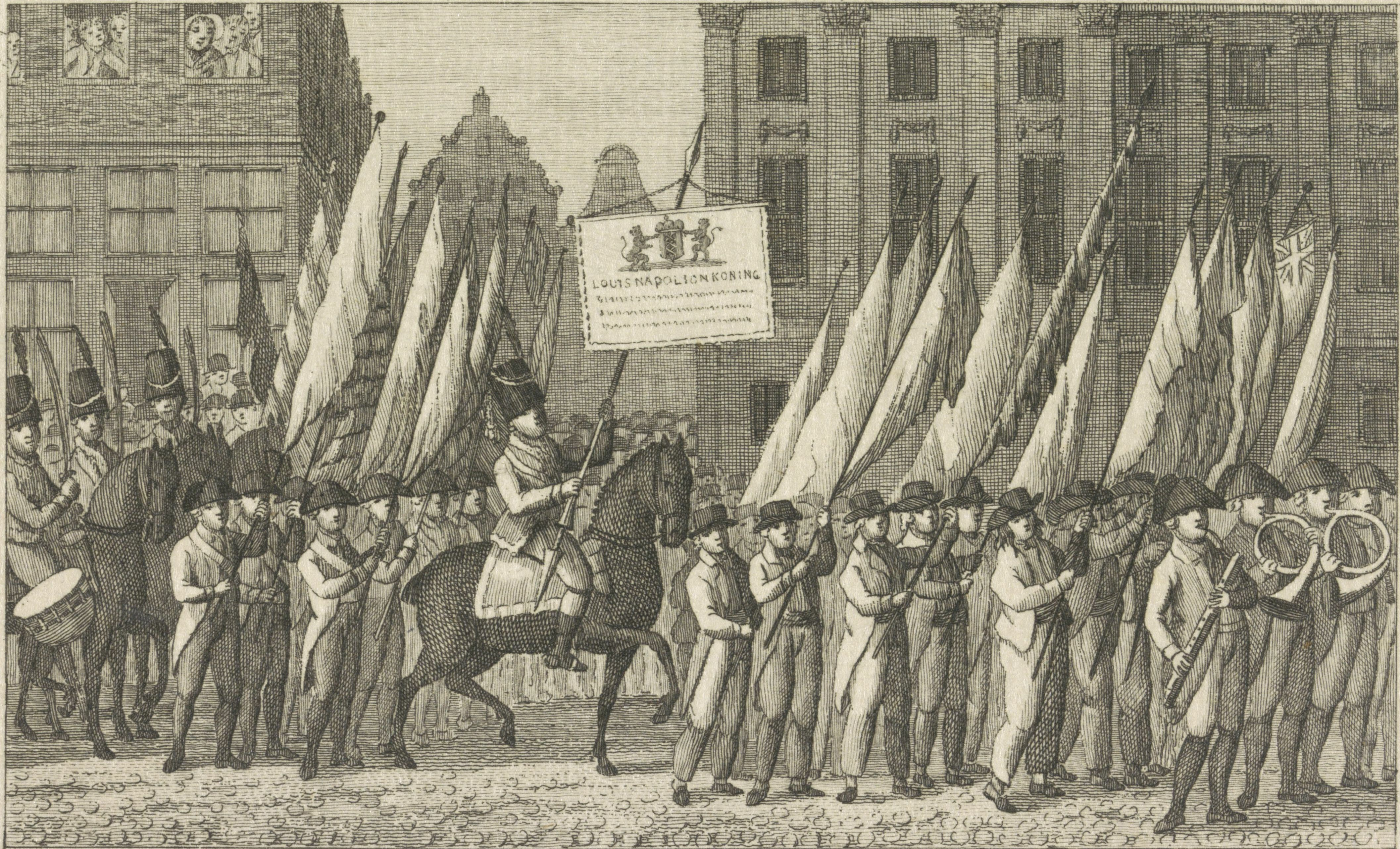
In opdracht van koning Lodewijk Napoleon worden de zegetekenen (vaandels) overgebracht naar het stadhuis van Amsterdam, 1 augustus 1806. Ets door Cornelis Bogerts

Ook na zijn aftreden in 1810 bleef de Franse gouverneurgeneraal der Hollandsche departementen in Amsterdam. De stad was inmiddels door de Franse keizer Napoleon Bonaparte officieel uitgeroepen tot de derde stad van het rijk. In deze periode werden de gebouwen aan het Binnenhof onder andere gebruikt als kadettenschool en ziekenhuis.
Na november 1813 werd de zetel van de regering weer verplaatst naar Den Haag. Amsterdam behield privileges, want enkele centrale wetenschappelijke, kunsthistorische en maatschappelijke instellingen bleven er gevestigd. De rang van Amsterdam als hoofdstad werd uitdrukkelijk in de Grondwet opgenomen, na een voorstel daartoe van een lid van de grondwetscommissie, jhr. Ocker Repelaer van Driel. Deze stelde voor om Amsterdam als plaats van inhuldiging van de koning aan te wijzen, omdat het de hoofdstad was. Het voorstel werd om politieke redenen gesteund door minister van Justitie Cornelis Felix van Maanen en werd met algemene stemmen aangenomen. 
In 1814 werd dus in feite vastgesteld dat Amsterdam de hoofdstad van Nederland is. Het is daarom ook niet relevant dat de latere versies van de Grondwet de toevoeging ‘als de hoofdstad’ niet kenden, tot de wijziging in 1983 onder minister van Binnenlandse Zaken, Hans Wiegel. In 2008 zei deze daarover: ''Amsterdam was de hoofdstad vanaf het moment dat een koning er zijn hoofdstad van maakt, in 1808. Het enige wat ik bij de grondwetsherziening van 1983 heb willen doen, is vastleggen wat al lang zo was. Want de hoogtepunten van de Nederlandse geschiedenis worden al tweehonderd jaar in Amsterdam gevierd.''
Nergens is in de Nederlandse wetgeving trouwens Den Haag als hofstad of regeringszetel aangewezen. Hofstad en hoofdstad zijn historisch gegroeide verhoudingen. Maar nog steeds kent Amsterdam een aantal landelijke instituties, zoals het Rijksmuseum en De Nederlandsche Bank.

## Andere hoofdsteden in de Lage Landen en in Nederland
In de Habsburgse tijd was er geen sprake van een hoofdstad, maar wel was er een locatie waar het hof gevestigd was. Landvoogdes Margaretha van Oostenrijk vestigde haar hof vanaf 1507 in Hof van Savoye in Mechelen, tegenwoordig in België. Haar nicht en opvolgster Maria van Hongarije verplaatste de hoofdstad naar Brussel. Landvoogd Emanuel Filibert van Savoye had een hoofdstad in Turijn. Margaretha van Parma regeerde vanuit Brussel. Tijdens de opstand cq de Tachtigjarige Oorlog, kan Antwerpen tijdelijk gezien worden als de hoofdstad van de opstandelingen, toen Willem van Oranje zich daar vestigde, maar in deze roerige periode was er geen vaste plaats voor het hof; een van de landvoogden onder de Spanjaarden, Alexander Farnese, sloot zijn huwelijk in Brussel.
Tijdens de Franse tijd zijn eerst andere steden de hoofdstad van Nederland geweest. In de begintijd van het Koninkrijk Holland (1806-1810), was Den Haag de hoofdstad. In 1808 was Utrecht ongeveer een half jaar lang de hoofdstad. Koning Lodewijk Napoleon liet een paleis bouwen aan de Drift en de Wittevrouwenstraat. Later dat jaar werd Amsterdam tot hoofdstad gemaakt en Lodewijk Napoleon nam zijn intrek in het Paleis op de Dam. Op 20 april 1808 kreeg Lodewijk Napoleon de stadssleutels van Amsterdam.
In 1810 trad hij af en werd Nederland geannexeerd door het Franse Keizerrijk. Het Paleis op de Dam werd de residentie van de Franse gouverneur, Charles-François Lebrun. Amsterdam werd in het eerste Franse Keizerrijk aangeduid als derde hoofdstad, na Parijs en Rome. Na het herkrijgen van de zelfstandigheid in 1813 namen regering en Staten-Generaal weer hun intrek in Den Haag. Amsterdam bleef de hoofdstad.

## Regeringszetel
Den Haag is vanaf 1584 bijna onafgebroken de zetel van de regering geweest. Den Haag was dan ook de woonplaats van stadhouders en vorsten sinds 1584. Gedurende enkele periodes was de regeringszetel elders gevestigd.
- van 1808 tot 1810 Amsterdam
- van 1810 tot 1813 Parijs
- Ten tijde van het Verenigd Koninkrijk der Nederlanden (1815-1830) werd er tussen Brussel en Den Haag gerouleerd.[18]
- van 1940 tot 1945 Londen, als regering in ballingschap. Nederland zelf werd geregeerd door de Duitse bezetter, waarbij de hoogste regering zetelde in Berlijn; rijkscommissaris Arthur Seyss-Inquart had zijn hoofdkwartier in Den Haag, in het Logement van Amsterdam.[19] Aan het eind van de oorlog werd Apeldoorn het regeringscentrum.[20]

De woonplaats van de koning kan variëren. Van 1948 tot 1980 woonde koningin Juliana in Soestdijk te Baarn. Haar moeder, koningin Wilhelmina, zetelde in Apeldoorn.